# Bophuthatswana Democratic Party
De Bophuthatswana Democratic Party (Nederlands: Democratische Partij van Bophuthatswana) was een Zuid-Afrikaanse politieke partij die actief was in de bantoestan Bophuthatswana en van 1972 tot 1994 bestond. Het was de directe opvolger van de Tswana National Party.

## Geschiedenis
De BDP werd op 5 augustus 1972 als Bophuthatswana National Party (BNP) gevormd door Chief Lucas Mangope als etnisch nationalistische partij voor de Batswana (Tswana) binnen de grenzen van het gebied dat het thuisland Bophuthatswana zou vormen. In 1974 werd de naam BDP aangenomen. Mangope was sinds 1968 het hoofd van de Tswana Territoriale Autoriteit. In 1971 werd de fundering gelegd voor het thuisland Bophuthatswana en in 1972 Mangope Chief Minister (eerste minister) van dit thuisland. Bij de eerste verkiezingen in Bophuthatswana kreeg de BDP 20 van de 72 zetels. De regering van Mangope mocht echter 48 parlementariërs benoemen waarna de regering 68 van 72 zetels tot haar beschikking had. In 1977 verkreeg de BDP 90 van de 96 zetels. 
In december 1977 verkreeg Bophuthatswana haar "onafhankelijkheid" die echter door geen enkel land, behalve Zuid-Afrika - en de regeringen van de andere niet-erkende thuislanden - werd erkend. Mangope werd president van de bantoestan. In 1982 won de BDP alle zetels in het parlement en in 1987 kreeg de partij 96 van de 102 zetels.
Chief Mangope was een paternalistisch ingesteld man en geloofde dat hij zijn volk als een soort landsvader moest regeren via Christelijke principes. Er golden in Bophuthatswana geen apartheidsregels. Door zijn tegenstanders werd hij beschuldigd van corruptie en in 1988 werd hij korte tijd afgezet, maar hersteld na ingrijpen van de Zuid-Afrikaanse Weermacht. 
Bij de onderhandelingen over het beëindigen van het apartheidsregime (1990-1994) gaf Mangope te kennen de onafhankelijkheid van zijn bantoestan niet te zullen opgeven. In maart 1994 werd hij in opdracht van de Zuid-Afrikaanse regering afgezet en werd Bophuthatswana geïntegreerd in het nieuwe Zuid-Afrika. Mangope veranderde de naam van zijn partij in United Christian Democratic Party (UCDP), een partij die nog steeds bestaat.